# 알리 라리자니
알리 아르데시르 라리자니(페르시아어: علی اردشیر لاریجانی, 문화어: 알리 아르데쉬르 라리자니, 1958년 6월 3일~)는 2008년부터 2020년까지 이란 의회 의장을 역임한 이란의 보수파 정치인, 철학자, 이슬람 혁명 수비대 군 장교 출신이다. 그는 현재 편의주의 분별 위원회의 회원이다.
라리자니는 2005년 8월 15일부터 2007년 10월 20일까지 최고 국가안보회의(NSC)의 장관을 지냈으며, 하산 로하니의 후임으로 마무드 아마디네자드 대통령이 임명했다. 2007년 10월 20일 이란 정부 대변인 골람호세인 엘함은 아마디네자드 대통령이 이전의 사임을 거절했다고 언급하면서 라리자니의 장관직 사임을 수락했다고 발표했다.
라리자니는 이슬람 혁명 최고 지도자 알리 하메네이의 위원회 대표 두 명 중 한 명이었고, 다른 한 명은 하산 로하니였다. 그는 장관직에서 사실상 이란의 핵 프로그램을 포함한 국가 안보 문제의 최고 협상가로 활동했다. 그는 또한 현재 문화 혁명 최고 위원회의 멤버이다.

## 어린 시절
알리 라리자니는 이라크 왕국(현 이라크)의 나자프에서 이란인 부모님 사이에서 태어났다. 그는 마잔다란주의 아몰에 기반을 둔 종교적인 상류층 가정 출신이다. 그의 아버지는 선도적인 성직자인 아야톨라 미르자 하셈 아몰리였다. 그의 부모님은 레자 샤 팔라비 통치자의 압력 때문에 1931년에 나자프로 이주했지만 1961년에 이란으로 돌아왔다.

## 경력
라리자니는 이슬람 혁명 수비대의 전 사령관이다.  라리자니는 노동부와 사회부 차관을 역임했다. 그리고 나서 정보통신기술부 차관으로 임명되었다. 1994년 3월, 그는 모하마드 하셰미 라프산자니의 후임으로 이란 이슬람 공화국 방송의 수장으로 임명되었다. 그는 2004년 7월 21일까지 재임했고 그 자리에서 10년을 근무한 후 에자톨라 자르하미의 뒤를 이었다. 그는 2004년 8월 최고 지도자 아야톨라 알리 하메네이의 안보 고문이 되었다.

## 여론
2016년 3월 이란 국민을 대상으로 실시한 정보 및 여론 솔루션 LLC(iPOS)의 여론조사에 따르면 라리자니의 지지율은 45%, 반대율은 34%로 순 인기도는 +11%인 반면 유권자의 11%는 이름을 인식하지 못하고 있다.